# Ácido láurico
El ácido láurico (denominado también ácido dodecanoico) es un ácido graso saturado de cadena de doce átomos de carbono (fórmula C12H24O2) con un ligero olor a jabón. Se encuentra en las semillas de diferentes tipos de palmeras. Se encuentra relativamente abundante en el aceite de semillas de palma (no confundir con aceite de palma) y de coco, y se cree que posee propiedades antimicrobianas. Entre los mecanismos que pueden justificar tal propiedad se cita que tras su consumo se metaboliza láurico transformándolo en monolaurina, (monoglicérido) que tiene propiedades frente a los virus cubiertos de lípidos tales como el VIH, herpes, influenza, sarampión, bacterias gram-negativas y protozoos tales como Giardia lamblia.
Se encuentra en cierta proporción en la leche humana (6.2% de la grasa total), la leche de vaca (2.9%), así como la leche de cabra (3.1%).

## Usos
Se considera un ácido graso de bajo riesgo en su manipulación, de una vida media larga. A temperatura ambiente presenta una apariencia sólida, pero funde fácilmente en agua hirviendo. Los jabones elaborados con ácido láurico producen grandes cantidades de espuma y poseen la propiedad de disolver la grasa y el aceite rápidamente.
Mezclado con el sulfato de sodio se obtiene un agente surfactante de los champús y los dentífricos para hacer espuma. Este compuesto se denomina lauril sulfato de sodio.